# 짓소지 아키오

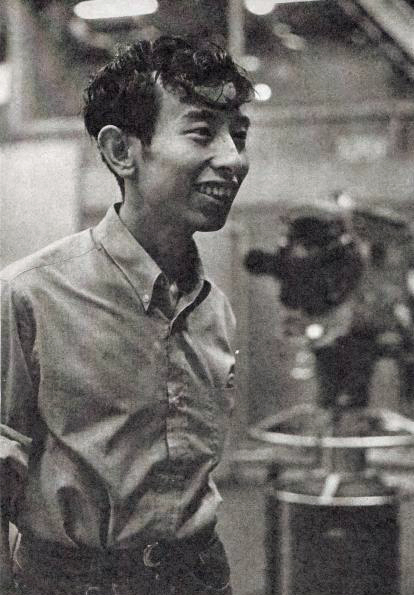

짓소지 아키오(일본어: 実相寺 昭雄: 1937년 3월 29일 - 2006년 11월 29일)는 일본의 영화감독, 연출가, 각본가 소설가다. 동경예술대학 명예교수. 여배우 하라 치사코의 남편이다. 1960년대 TV시리즈 울트라맨과 울트라세븐을 감독한 것이 대표작이다.